# Гальего, Кейт
Кейт Гальего (англ. Kate Gallego; род. 21 октября 1981, Альбукерке, Нью-Мексико) — американский государственный и политический деятель. С 2019 года является мэром Финикса, штат Аризона. Член Демократической партии, ранее работала в городском совете Финикса с 2014 по 2018 год.

## Биография
Выросла в Альбукерке, штат Нью-Мексико. Её родители — юристы, которые переехали в Альбукерке из Чикаго после метели 1979 года. Страдает бронхиальной астмой, поэтому качество воздуха для неё было важным.
Окончила Академию Альбукерке, где занимала должность вице-президента студенческого сообщества. Получила степень бакалавра экологических исследований в Гарвардском колледже и степень магистра делового администрирования в Уортонской школе бизнеса при Пенсильванском университете.
Работала в Управлении туризма Аризоны, являясь членом Демократической партии, а также занималась экономическим развитием и стратегическим планированием в «Salt River Project». 5 ноября 2013 года была избрана в городской совет Финикса по 8-му округу и переизбрана в 2017 году. Вместе с Грегом Стэнтоном, мэром Финикса, баллотирующимся в Палату представителей США на выборах 2018 года, она объявила, что будет участвовать в дополнительных выборах, чтобы сменить его на должности мэра. Вышла из состава городского совета Финикса с 7 августа 2018 года.
В первом туре выборов мэра получила 45 % голосов избирателей, а Даниэль Валенсуэла — 26 % и они вышли во второй тур 12 марта 2019 года. После победы во втором туре Кейт Гальего стала третьей женщиной, занимающей эту должность с момента основания Финикса. Также является самым молодым мэром одного из десяти крупнейших городов США.

## Личная жизнь
Еврейка по национальности, праздновала бат-мицву в Альбукерке. Во время учёбы в Гарварде Кейт познакомилась с Рубеном Гальего на благотворительном аукционе после терактов 11 сентября 2001 года. Переехали в Финикс в 2004 году и поженились в 2010 году. Пара объявила о разводе в 2016 году, ещё до рождения ребёнка.